# Luigi Scattini
Luigi Scattini (Torino, 17 maggio 1927 – Roma, 12 luglio 2010) è stato un regista e sceneggiatore italiano, padre dell'attrice Monica.

## Biografia
Laureato in giurisprudenza, iniziò a lavorare come giornalista negli anni cinquanta, collaborando con riviste come Oggi e Gente. Successivamente si avvicinò al mondo del cinema come assistente alla regia e documentarista; il suo La via del carbone venne presentato come miglior documentario agli Oscar 1962.
Diresse 14 film tra il 1963 e il 1977, e fu sceneggiatore in dieci film. Il suo primo lungometraggio fu Sexy magico, seguito nel 1964 da L'amore primitivo. Nel 1966 diresse Buster Keaton, Franco Franchi e Ciccio Ingrassia in Due marines e un generale. Il suo ultimo film da regista fu La notte dell'alta marea (1977).
Nella sua carriera lavorò anche come montatore ma soprattutto come produttore di varie pellicole, come Fatti di gente perbene (1974) di Mauro Bolognini e Divina creatura (1975) di Giuseppe Patroni Griffi. Dalla metà degli anni ottanta si dedicò alle edizioni italiane di film stranieri come dialoghista e direttore di doppiaggio.
Morì a Roma all'età di 83 anni il 12 luglio 2010.

## Filmografia

### Regista
- Sexy magico, co-regia con Mino Loy (1963)
- L'amore primitivo (1964)
- Due marines e un generale (1966)
- Duello nel mondo (1966)
- La sfinge d'oro (1967)
- Svezia inferno e paradiso (1968)
- Angeli bianchi... angeli neri (1970)
- Questo sporco mondo meraviglioso, co-regia con Mino Loy (1971)
- La ragazza dalla pelle di luna (1972)
- La ragazza fuoristrada (1973)
- Il corpo (1974)
- La notte dell'alta marea (1977)
- Blue Nude (1977)

### Montatore
- I vendicatori dell'Ave Maria, regia di Bitto Albertini (1970)